# Khawkinea
Die einzelligen Khawkinea sind eine im Süßwasser lebende und weitverbreitete Gattung aus der Gruppe der Euglenozoa. Sie stehen der Gattung Euglena nahe, leben aber nicht wie diese durch Photosynthese.

## Merkmale
Khawkinea ähneln in fast allen Merkmalen den Euglena. Sie sind von spindelförmiger oder länglicher Gestalt und im Querschnitt rund und verformbar. Sie weisen eine der Bewegung dienende Geißel auf, die annähernd endständig ansetzt. An diesem Ansatz ist die Zelle leicht geschwollen, ein Augenfleck ist vorhanden. Ein Verdauungsapparat fehlt.
Es wird davon ausgegangen, dass die Gattung durch Verlust der Chloroplasten aus den Euglena hervorging.

## Lebensweise
Khawkinea leben im Süßwasser und sind weitverbreitet. Sie sind sämtlich osmotroph, meist freilebend, einige Arten aber leben als Parasiten in Süßwassertieren wie Plattwürmern, Ruderfußkrebsen und Ringelwürmern.

## Systematik
Die Gattung wurde 1937 durch Theodore Louis Jahn und Wendell R. McKibben erstbeschrieben, der Name ehrt den russisch-britischen Waldemar Haffkine. Die Khawkinea umfassen rund 10 Arten, darunter 
- Khawkinea quartana (Typusart)
- Khawkinea fritschii
- Khawkinea acutecaudata
- Khawkinea ocellata
- Khawkinea pertyi

## Nachweise
- Gordon F. Leedale: Order Euglenida In: John J. Lee, G. F. Leedale, P. Bradbury (Hrsg.): An Illustrated Guide to the Protozoa. Band 2. Allen, Lawrence 2000, ISBN 1-891276-23-9 (englisch).